# Congosaurus
Congosaurus es un género extinto de mesoeucrocodilio de la familia de los dirosáuridos. Sus fósiles han sido hallados en Angola y datan del período de Paleoceno. Entre 1952 y 1964 Congosaurus fue propuesto como un sinónimo de Dyrosaurus. El género fue más tarde considerado como un sinónimo de Hyposaurus en 1976 y 1980. Desde entonces ha sido reivindicado como un género aparte de dirosáurido tanto de Dyrosaurus como de Hyposaurus.
En 2007 una nueva especie de Congosaurus fue identificada después de previamente haber sido asignada a Rhabdognathus, y fue nombrada como C. compressus, extendiendo el rango geográfico del género en el área actual del Sahara. Sus dientes comprimidos lateromedialmente muestran una relación muy cercana a C. bequaerti.